# Disney Channel Skandinavien
Disney Channel är en TV-kanal som sänder barn- och familjeprogram. Så gott som alla av kanalens program är antingen producerade eller distribuerade av Walt Disney Company. Det visas TV-serier, långfilmer och ibland sänds även större shower. På kvällstid visas serier som Min barnvakt är en vampyr, Lycka till Charlie och Hannah Montana.

## Historia
Disney Channel kom till Norden den 28 februari 2003.
Kanalen sänder med sex olika ljudspår: danska, norska, svenska, engelska, finska och sedan den 1 oktober även ryska men bilden är det samma länder och i kanalens grafik förekommer det mycket få ord för att kanalen ska passa tittare i alla de fem länderna. Nästan allt material är dubbat och därför förekommer det sällan textning.

## Systerkanaler och programblock
Disney Channel har i dagsläget en systerkanal och två programblock: Disney Junior, Disney Cinemagic och Superfredag
Toon Disney lanserades den 1 augusti 2005 och sände endast tecknade och animerade serier och långfilmer innan den blev ersatt av Disney XD den 12 september 2009.
Playhouse Disney lanserades under oktober 2006 och kanalens koncept var att endast visa barnprogram anpassade för barn i åldrarna 2–7 år. Playhouse Disney blev ersatt av Disney Junior den 10 september 2011.
Disney XD tog över Toon Disney och vände sig i första hand till pojkar i åldersgruppen 6–14 år. Kanalen bestod av en blandning av animerade program och "live action", det vill säga program med verkliga skådespelare. Kanalen lades ner 1 januari 2021.
Disney Junior är den nyaste Disney-kanalen som går i samma riktning som Playhouse Disney.
Disney Cinemagic är ett programblock för de filmer som visas varje lördag- och söndagskvällar på Disney Channel.
Superfredag är ett programblock där Disney Channel varje fredag med start klockan 16.00 visar nya serier, serieavsnitt och kvällens långfilm.

## Film
Varje måndag, fredag, lördag och söndag brukar Disney Channel visa långfilm.
Den 5 mars 2011 började Disney Channel att sända veckoslutets kvällsfilmer under programblocket Disney Cinemagic. Meningen med att lansera detta programblock är för att visa äldre Disneyklassiker, men även nyare titlar.
Senare utvidgades filmutbudet ytterligare och det började visas en extra film på måndagskvällar klockan 19.00 under namnet "Måndagsfilmen".
De större och mest kända Disneyfilmerna brukar visas kring storhelger som jul, nyår och påsk då kanalen förväntas ha fler tittare bland lovlediga familjer.

### Fotnoter
1. ↑  Fredrik Söderling (13 februari 2003). ”Hård TV-kamp”. Svensk mediedatabas. http://www.dn.se/kultur-noje/hard-tv-kamp/. Läst 19 juli 2016.